# Districte de Lo Buçon
El Districte de Lo Buçon és un dels dos districtes del departament de la Cruesa, a la regió de la Nova Aquitània. Té 12 cantons i 118 municipis; el cap cantonal és la sotsprefectura de Lo Buçon.

## Cantons
cantó de Lo Buçon - cantó d'Ausança - cantó de Bèla Garda - cantó de Chambon - cantó de Charnalhas - cantó de La Cortina - cantó de Cròc - cantó d'Evaus - cantó de Falatin - cantó de Genciòus e Pijairòu - cantó de Roièra - cantó de Sent Soupise las Chams